# Gliese 370
Gliese 370 è una stella nana arancione di classe spettrale K5 V visibile nella costellazione delle Vele, distante 36,4 anni luce dal sistema solare. Nel 2011 è stato scoperto un pianeta extrasolare orbitare attorno alla stella, Gliese 370 b.

## Caratteristiche
Gliese 370, come il Sole, produce la sua energia interna tramite la fusione dell'idrogeno in elio all'interno del nucleo, anche se è più fredda e meno luminosa rispetto al Sole. La sua temperatura superficiale è attorno ai 4700 K e ha una luminosità che è un ottavo di quella del Sole, mentre la massa è del 69% di quella solare. Non c'è uniformità di vedute riguardo all'età della stella; mentre uno studio la ritiene piuttosto giovane, con un'età stimata di soli 300 milioni di anni, un altro, di Pepe et al. la considera più vecchia del Sole, con un'età di 5,6 miliardi di anni
.

## Sistema planetario

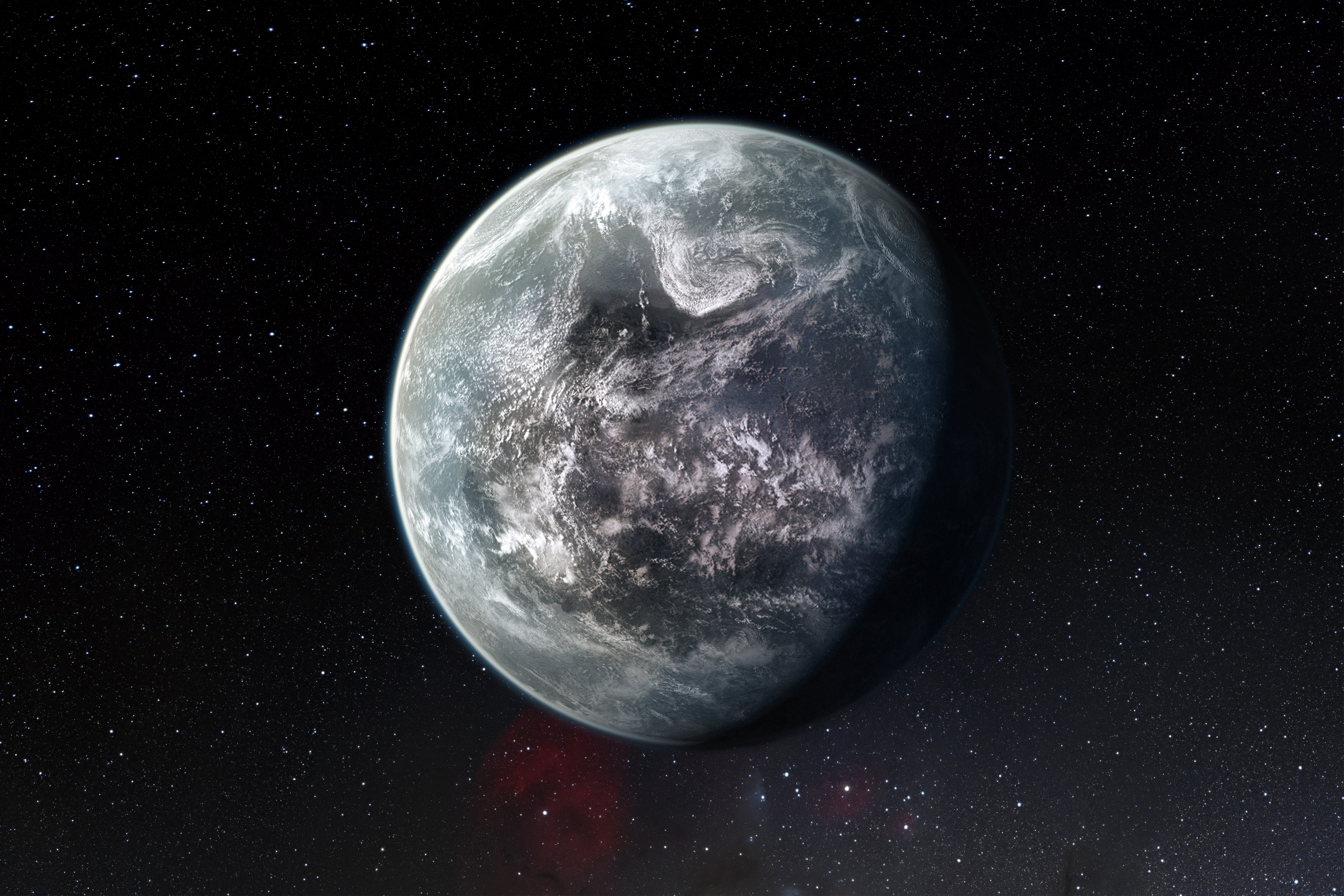
Rappresentazione artistica.

Il 19 agosto 2011 è stata scoperta, tramite lo strumento HARPS dell'ESO, la presenza in orbita attorno a Gliese 370 di un pianeta denominato Gliese 370 b, una super Terra di massa pari a 3,6 volte la massa terrestre che sembra trovarsi al limite interno della zona abitabile del sistema planetario. Il pianeta potrebbe potenzialmente essere sufficientemente caldo da ospitare acqua allo stato liquido qualora possedesse una copertura nuvolosa in grado di coprire più del 50% della superficie planetaria. Gliese 370 b è, insieme a Gliese 581 d, uno dei migliori candidati per provarne l'abitabilità.

### Prospetto
Segue un prospetto con le caratteristiche del sistema.
| Pianeta | Tipo        | Massa  | Periodo orb.        | Sem. maggiore   | Eccentricità |
| ------- | ----------- | ------ | ------------------- | --------------- | ------------ |
| b       | super Terra | 3,6 M⊕ | 58,43 ± 0,13 giorni | 0,26 ± 0,005 UA | 0,11 ± 0,1   |